# Hampden (Wisconsin)
Hampden – miasto w Stanach Zjednoczonych, w stanie Wisconsin, w hrabstwie Columbia.